# 霍博肯—世界贸易中心线
霍博肯－世界貿易中心線（英語：Hoboken–World Trade Center）是美國紐新港務局過哈德遜河捷運（PATH）營運的地鐵路線。在系統路線圖上以綠色顯示，列車也顯示綠色燈光。此路線由新澤西州霍博肯通過哈德遜下城管道前往紐約曼哈頓下城的世界貿易中心。全長3-英里（4.8-），全程需時11分鐘，也是PATH系統當中路線最短的。
此線平日由早上6時營運至晚上11時，深夜和週末不營運。在這些時段來往霍博肯至世界貿易中心的乘客需要乘座由霍博肯開出的雜誌廣場－33街線 (經霍博肯)列車並在格羅夫街轉乘紐瓦克－世界貿易中心線。較早之前，此線同影在週末營運，當時是唯一除深夜外全日營運的PATH路線。此線是PATH唯一全線可無障礙通行的路線。

## 車站列表
| 無障礙設施 | 中文站名     | 英文站名 | 連接路線                                               |
| ---------- | ------------ | -------- | ------------------------------------------------------ |
| 新澤西州   |              |          |                                                        |
| 無障礙設施 | 霍博肯       |          | HOB-33 、新澤西交通、大都會北方鐵路、哈德遜-卑爾根輕軌 |
| 無障礙設施 | 新港         |          | JSQ-33 、哈德遜-卑爾根輕軌                             |
| 無障礙設施 | 交易廣場     |          | NWK-WTC 、哈德遜-卑爾根輕軌                            |
| 曼哈頓     |              |          |                                                        |
| 無障礙設施 | 世界貿易中心 |          | NWK-WTC 、                                             |